# 테이크원스튜디오
테이크원스튜디오(영어 : TAKEONE STUDIO)는 2021년 테이크원 컴퍼니에서 분할설립된 종합 콘텐츠 제작사로 영화, 드라마, 웹툰, 캐릭터 등 콘텐츠 IP개발 및 제작을 주 사업으로 한다.
PD, 작가 등 영상 제작 전문 인력을 다수 보유하고 있어 영상을 활용한 콘텐츠 제작에 강점을 가지고 있다. 분할 전인 2021년 2월에는 제작 드라마 ‘루카: 더 비기닝’(김래원, 이다희 주연)이 tvN에서 방영됐으며, 같은 달 스토리위즈, 안전가옥과 함께 영화 공동 개발 협약을 체결했다.
2021년 6월 자체 제작 웹툰인 '셀(작가 강형규)'의 드라마화를 발표했다.
2021년 7월 네이버 인기 웹툰 '고래별(작가 나윤희)'의 드라마화를 발표했다.
2021년 9월, 제작 영화 '뒤틀린 집(서영희, 김민재 주연)'이 제 26회 부산국제영화제 '한국영화의 오늘-파노라마' 섹션에 초청됐다.
한편 테이크원스튜디오는 다양한 웹툰과 웹소설을 제작하는 것으로도 알려져 있으며 다음 수요 웹툰 'CELL', 네이버 시리즈 웹툰 '구덩이'가 2020 부산국제영화제 ACFM E-IP 마켓 (영상화 될 가능성이 높은 작품)에 선정된 바 있다. 자체 제작 웹툰 '마왕까지 한 걸음'이 네이버 목요 웹툰, 일본 라인 망가, 중국 동만에서 연재 중이다.

## 작품
- 드라마  루카 : 더 비기닝 (2021)
- 영화 뒤틀린 집 (2021)